# Gáldar
Gáldar – gmina w Hiszpanii, w prowincji Las Palmas, we wspólnocie autonomicznej Wysp Kanaryjskich, o powierzchni 61,58 km². W 2011 roku gmina liczyła 24 319 mieszkańców.